# Saïd Belhout
Saïd Belhout, född 16 april 1975, är en algerisk friidrottare. Han deltog vid olympiska sommarspelen 2004.